# Ivan Slavík
Ivan Slavík (23. ledna 1920, Praha – 24. prosince 2002, Hořovice) byl český básník, spisovatel, překladatel a editor.

## Život
Narodil se do rodiny dělníka, po maturitě v Praze roku 1939 se zapsal na Filozofickou fakultu UK, ta byla však vzápětí zavřena a Slavík totálně nasazen. Po roce 1945 studoval češtinu, francouzštinu a filosofii na Filozofické fakultě UK, roku 1946 konvertoval ke katolictví a redigoval časopis Vyšehrad. Roku 1948 promoval prací o Karlu Tomanovi a působil jako profesor na gymnáziu v Praze a v Domažlicích, od roku 1952 na průmyslové škole a od roku 1972 na gymnáziu v Hořovicích, kde pak žil od roku 1980 v důchodu a věnoval se literatuře.

## Dílo
Napsal řadu básnických sbírek, například Snímání (1947), Deník Arnošta Jenče (1964), S očima otevřenýma (1990), Suspiria (1991), Dvacet pozdních básní (1988), které vycházely s nesnázemi jako bibliofilie nebo v samizdatu a přispíval do mnoha časopisů a samizdatových sborníků. Překládal z francouzštiny (Charles Baudelaire, Paul Claudel, Charles Péguy), z angličtiny (Edgar Allan Poe, Gerard Manley Hopkins), z němčiny (Novalis, Joseph von Eichendorff, Eduard Mörike), z ruštiny (Fjodor Ivanovič Ťutčev, Ivan Alexejevič Bunin) a španělštiny (Gabriela Mistralová, Rubén Darío, Juana Inés de la Cruz). Soustavně se věnoval kultuře předkolumbovské Ameriky a vydal o ní několik knih a překladů z původních jazyků: Sláva a pád Tenočtitlanu (1969), Popol Vuh (1976). Jeho deníkové záznamy vyšly pod titulem Hory roků, souborné Básnické dílo (1998 a 1999) a výbor pod názvem Moje Velikonoce (2005). Významná je rovněž i jeho editorská činnost, jejímž prostřednictvím vřadil do kontextu české literatury pozapomenuté autory (Jan Opolský, Irma Geisslová, Hermor Lilia), ale také i Richarda Weinera (Mezopotamie, 1965).